# Macrocentrus robustus
Macrocentrus robustus är en stekelart som beskrevs av Muesebeck 1932. Macrocentrus robustus ingår i släktet Macrocentrus och familjen bracksteklar. Inga underarter finns listade i Catalogue of Life.